# Iwona Głębicka
Iwona Głębicka (ur. 3 kwietnia 1955 w Stalowej Woli) – polska aktorka teatralna i filmowa.

## Życiorys
Absolwentka Wydziału Aktorskiego Państwowej Wyższej Szkoły Teatralnej w Warszawie (1979). Występowała na scenach warszawskich: Teatru na Woli (1979-1971), Teatru Dramatycznego (1981-1988) oraz Teatru Szwedzka 2/4 (1990–1991). W latach 1984–1987 występowała w przedstawieniach, wystawianych przez Instytut Francuski w Warszawie.

## Filmografia
| - Skradziona kolekcja (1979) - Amnestia (1981) – Jadźka, dziewczyna Julka - Podróż nad morze (1983) – Irena Rowicka - Umarłem, aby żyć (1984) - C.K. Dezerterzy (1985) – brunetka - Weryfikacja (1986) – Magda Kowalkowa - Sonata marymoncka (1987) - Krótki film o zabijaniu (1987) – pracownica zakładu fotograficznego - Po upadku. Sceny z życia nomenklatury (1989) - Le violeur impuni (Sprawa kobiet) (1992) – pisarka Jeanne Steinquerck - Czarne Słońca (1992) – Nel |  | - Polskie drogi (1976) – uczennica w mieszkaniu Jedlińskiego, odc. 5 - Dom (1980) – odc. 4, 7 - Zmiennicy (1986) – Jola, żona Parzydlaka, odc. 11 - Ballada o Januszku (1987) – matka dziecka uratowanego przez Owocnego, odc. 4 - Dekalog V (1988) - Panny i wdowy (1991) – odc. 5 - Pensjonat pod Różą (2005−2006) – psycholog – odc. 81, policjantka – odc. 61, 71, 109 |